# Теорија вредности
Теорија вредности, која се назива и аксиологија (грч. ἀξία, axia грч. λόγος, logos), проучава природу, изворе и врсте вредности. Она је грана филозофије и интердисциплинарно поље уско повезано са друштвеним наукама као што су економија, социологија, антропологија и психологија.
Вредност је нечија важност, што се обично схвата тако да покрива и позитивне и негативне степене који одговарају терминима добро и лоше. Вредности утичу на многе људске подухвате везане за емоције, доношење одлука и деловање. Теоретичари вредности разликују различите врсте вредности, попут контраста између суштинске и инструменталне вредности. Неки ентитет има суштинску вредност ако је добар сам по себи, независно од спољних фактора. Ентитет има инструменталну вредност ако је користан као средство које води до других добрих ствари. Друге класификације се фокусирају на врсту користи, укључујући економске, моралне, политичке, естетске и верске вредности. Даље категоризације разликују апсолутне вредности од вредности које су релативне у односу на нешто друго.
Различите школе мишљења расправљају о природи и пореклу вредности. Реалисти вредности тврде да вредности постоје као објективне карактеристике стварности. Антиреалисти то одбацују, при чему неки виде вредности као субјективне људске творевине, а други сматрају вредносне исказе бесмисленим. Што се тиче извора вредности, хедонисти тврде да само задовољство има суштинску вредност, док теоретичари жеље расправљају о жељама као коначном извору вредности. Перфекционизам, други приступ, наглашава култивацију карактеристичних људских способности. Плурализам вредности идентификује различите изворе суштинске вредности, постављајући питање да ли су вредности које припадају различитим типовима упоредиве. Теоретичари вредности користе различите методе истраживања, од ослањања на интуиције и мисаоне експерименте до анализе језика, описа искуства из првог лица, посматрања понашања и анкета.
Теорија вредности је повезана са различитим областима. Етика се првенствено фокусира на нормативне концепте исправног понашања, док теорија вредности истражује евалуативне концепте о томе шта је добро. У економији, теорије вредности су оквири за процену и објашњење економске вредности роба. Социологија и антропологија испитују вредности као аспекте друштава и култура, одражавајући доминантне преференције и веровања. У психологији, вредности се типично схватају као апстрактни мотивациони циљеви који обликују личност појединца. Корени теорије вредности леже у античком периоду као размишљања о највишем добру којем би људи требало да теже. Различите традиције допринеле су овом подручју мишљења током средњовековног и раног модерног периода, али је као засебна дисциплина успостављена тек крајем 19. и почетком 20. века.

## Дефиниција
Теорија вредности, позната и као аксиологија и теорија о вредностима, јесте систематско проучавање вредности. Као грана филозофије, она испитује које су ствари добре и шта значи да је нешто добро. Разликује различите типове вредности и истражује како се оне могу мерити и поредити. Ово поље такође проучава да ли су вредности темељни аспект стварности и како утичу на феномене као што су емоција, жеља, одлука и деловање. Теорија вредности је релевантна за многе људске подухвате јер су вредности водећи принципи који леже у основи политичке, економске, научне и личне сфере. Она анализира и вреднује феномене као што су благостање, корисност, лепота, људски живот, знање, мудрост, слобода, љубав и правда.
Прецизна дефиниција теорије вредности је предмет расправе, а неки теоретичари се ослањају на алтернативне карактеризације. У ширем смислу, теорија вредности је кровни термин који обухвата све филозофске дисциплине које проучавају евалуативне и нормативне теме. Према овом гледишту, теорија вредности је једна од главних грана филозофије и укључује етику, естетику, социјалну филозофију, политичку филозофију и филозофију религије. Слична широка карактеризација види теорију вредности као мултидисциплинарно подручје истраживања које интегрише истраживања из области као што су социологија, антропологија, психологија и економија поред филозофије. У ужем смислу, теорија вредности је поддисциплина етике која је посебно релевантна за школу консеквенцијализма, јер одређује како проценити вредност последица. Реч аксиологија потиче од старогрчких термина грч. ἄξιος и грч. λόγος. Иако корени теорије вредности сежу у антички период, ово подручје мишљења је замишљено као посебна дисциплина тек крајем 19. и почетком 20. века, када је термин аксиологија скован. Термини теорија вредности и аксиологија се обично користе као синоними, али неки филозофи праве разлику између њих. Према једној карактеризацији, аксиологија је поддисциплина теорије вредности која се ограничава на теорије о томе које су ствари вредне и колико су вредне. Термин тимологија је старији и мање уобичајен синоним.

## Вредност
Вредност је нечија важност, корисност или заслуга. Теоретичари вредности испитују изразе који се користе за описивање и поређење вредности, који се називају евалуативни термини. Они су даље заинтересовани за типове или категорије вредности. Предложене класификације се преклапају и заснивају се на факторима као што су извор, корисник и функција вредности.

### Евалуативни термини
Вредности се изражавају путем евалуативних термина. На пример, речи добар, најбољи, одличан и изврстан преносе позитивне вредности, док речи попут лош и ужасан указују на негативне вредности. Теоретичари вредности праве разлику између танких и густих евалуативних термина. Танки евалуативни термини, попут добар и лош, изражавају чисте евалуације без додатног дескриптивног садржаја. Они су у супротности са густим евалуативним терминима, попут храбар и суров, који пружају више информација изражавајући и друге квалитете, као што су црте карактера, поред евалуације. Вредности се често схватају као степени који покривају позитивне и негативне величине које одговарају добром и лошем. Термин вредност се понекад ограничава на позитивне степене да би се направио контраст са термином невредност за негативне степене. Речи бољи и гори се користе за поређење степена, али је спорно да ли је квантитативно поређење увек могуће. Евалуација је процена или мерење вредности, често коришћена за поређење користи различитих опција како би се пронашао најповољнији избор.
Евалуативни термини се понекад разликују од нормативних или деонтичких термина. Нормативни или деонтички термини, попут исправно, погрешно и обавеза, прописују радње или друга стања изражавајући шта би требало учинити или шта се захтева. Евалуативни термини имају шири обим јер нису ограничени на оно што људи могу контролисати или за шта су одговорни. На пример, невољни догађаји попут варења и земљотреса могу имати позитивну или негативну вредност иако нису исправни или погрешни у строгом смислу. Упркос разлици, евалуативни и нормативни концепти су блиско повезани. На пример, вредност последица неке радње може утицати на њен нормативни статус—да ли је радња исправна или погрешна.

### Типови

#### Суштинска и инструментална
Ствар има суштинску или коначну вредност ако је добра сама по себи или добра ради себе саме, независно од спољних фактора или исхода. Ствар има екстринзичну или инструменталну вредност ако је корисна или води до других добрих ствари, служећи као средство за постизање жељеног циља. На пример, алати попут микроталасних пећница или новца имају инструменталну вредност због корисних функција које обављају. У неким случајевима, ствар произведена на овај начин сама по себи има инструменталну вредност, као када се новац користи за куповину микроталасне пећнице. Ово може резултирати ланцем инструментално вредних ствари у којем свака карика добија своју вредност изазивањем следеће карике. Суштински вредне ствари стоје на крају ових ланаца и утемељују вредност свих претходних карика.
Један предлог за разликовање између суштинске и инструменталне вредности, који је предложио Џ. Е. Мур, ослања се на мисаони експеримент који замишља вредну ствар у изолацији од свега осталог. У таквој ситуацији, чисто инструментално вредне ствари губе своју вредност јер не служе никаквој сврси, док чисто суштински вредне ствари остају вредне. Према уобичајеном гледишту, задовољство је један од извора суштинске вредности. Други предложени извори укључују задовољење жеља, врлина, живот, здравље, лепота, слобода и знање.
Суштинска и инструментална вредност нису искључиве категорије. Као резултат тога, ствар може имати и суштинску и инструменталну вредност ако је истовремено добра сама по себи и води ка другим добрим стварима. У сличном смислу, ствар може истовремено имати различите инструменталне вредности, како позитивне тако и негативне. То је случај ако су неке од њених последица добре, а друге лоше. Укупна инструментална вредност ствари је баланс вредности свих њених последица.
Будући да инструментална вредност зависи од других вредности, отворено је питање да ли је треба схватити као вредност у строгом смислу. На пример, укупна вредност ланца узрока који води до суштински вредне ствари остаје иста ако се инструментално вредне карике додају или уклоне без утицаја на суштински вредну ствар. Опажање да се укупна вредност не мења понекад се користи као аргумент да додате или уклоњене ствари немају вредност.
Традиционално, теоретичари вредности су користили термине суштинска вредност и коначна вредност наизменично, као и термине екстринзична вредност и инструментална вредност. Ова пракса је доведена у питање у 20. веку на основу идеје да су то слични, али не и идентични концепти. Према овом гледишту, ствар има суштинску вредност ако је извор њене вредности суштинско својство, што значи да вредност не зависи од тога како је ствар повезана са другим објектима. Екстринзична вредност, насупрот томе, зависи од спољних релација. Ово гледиште види инструменталну вредност као један тип екстринзичне вредности засноване на спољним каузалним релацијама. Истовремено, дозвољава постојање других типова неинструменталне екстринзичне вредности које произилазе из спољних некаузалних релација. Коначна вредност се схвата као оно што се вреднује ради себе самог, независно од тога да ли су одговорна суштинска или екстринзична својства.

#### Апсолутна и релативна
Друга дистинкција се ослања на контраст између апсолутне и релативне вредности. Апсолутна вредност, такође названа вредност simpliciter, јесте облик безусловне вредности. Ствар има релативну вредност ако је њена вредност релативна у односу на друге ствари или ограничена на одређена разматрања или гледишта. Један облик релативне вредности је ограничен на тип ентитета, изражен у реченицама попут „То је добар нож” или „Џек је добар лопов”. Овај облик је познат као атрибутивна доброта пошто реч „добар” модификује значење другог термина. Бити атрибутивно добар као одређени тип значи поседовати квалитете карактеристичне за тај тип. На пример, добар нож је оштар, а добар лопов има вештину крађе без да буде ухваћен. Атрибутивна доброта је у супротности са предикативном добротом. Реченица „Задовољство је добро” је пример, пошто се реч добар користи као предикат да би се говорило о неквалификованој вредности задовољства. Атрибутивна и предикативна доброта могу ићи заједно, али то није увек случај. На пример, бити добар лопов није нужно добра ствар.
Други тип релативне вредности ограничава доброту на одређену особу. Позната као лична вредност, она изражава оно што користи одређеној особи, промовише њено благостање или је у њеном интересу. На пример, песма коју је написало дете може имати личну вредност за родитеље, иако песма нема вредност за друге. Безлична вредност, насупрот томе, је добра уопште, без ограничења на било коју одређену особу или гледиште. Неки филозофи, попут Мура, одбацују постојање личних вредности, сматрајући да су све вредности безличне. Други су предложили теорије о односу између личне и безличне вредности. Агломеративна теорија каже да безлична вредност није ништа друго до збир свих личних вредности. Друго гледиште схвата безличну вредност као специфичан тип личне вредности узет из перспективе универзума као целине.
Вредност релативна у односу на агента се понекад супротставља личној вредности као још једно ограничење евалуативног погледа специфично за особу. Вредности релативне у односу на агента утичу на морална разматрања о томе за шта је особа одговорна или крива. На пример, ако Меи обећа да ће покупити Педра са аеродрома, онда вредност релативна у односу на агента обавезује Меи да вози до аеродрома. Ова обавеза постоји чак и ако то не користи Меи, у ком случају постоји вредност релативна у односу на агента без личне вредности. У консеквенцијализму, вредности релативне у односу на агента се често расправљају у вези са етичким дилемама. Једна дилема се врти око питања да ли би појединац требало да убије невину особу ако то спречава убиство две невине особе од стране другог починиоца. Агент-неутрална перспектива тежи да афирмише ову идеју, пошто је једно убиство пожељније од два. Агент-релативна перспектива тежи да одбаци овај закључак, тврдећи да би првобитно убиство требало избећи јер негативно утиче на агент-релативну вредност појединца који га чини.
Традиционално, већина теоретичара вредности види апсолутну вредност као главну тему теорије вредности и усмерава своју пажњу на овај тип. Ипак, неки филозофи, попут Питера Гича и Филипе Фут, тврдили су да је концепт апсолутне вредности сам по себи бесмислен и да би га требало разумети као један облик релативне вредности.

#### Друге дистинкције
Друге категоризације вредности су предложене пратећи различите принципе класификације без јединственог приступа који би био широко прихваћен од стране свих теоретичара. Неке се фокусирају на типове ентитета који имају вредност. Оне укључују посебне категорије за ентитете као што су појединци, групе, друштво, животна средина и инертне ствари. Друга подела обраћа пажњу на тип укључене користи и обухвата материјалне, економске, моралне, социјалне, политичке, естетске и верске вредности. Класификације по кориснику вредности разликују вредности оријентисане на себе и на друге. Историјски утицајан приступ идентификује три сфере вредности: истина, доброта и лепота. На пример, неокантијански филозоф Вилхелм Винделбанд их карактерише као највише циљеве свести, при чему мисао тежи истини, воља тежи доброти, а емоција тежи лепоти. Слично гледиште, које је предложио кинески филозоф Џанг Дајнијан, каже да вредност истине припада знању, вредност доброте припада понашању, а вредност лепоте припада уметности. Ова трострука дистинкција такође игра централну улогу у филозофијама Франца Брентана и Јиргена Хабермаса. Други предложени типови вредности укључују објективне, субјективне, потенцијалне, актуелне, контингентне, неопходне, инхерентне и конститутивне вредности.

## Школе мишљења

### Реализам и антиреализам
Реализам вредности је гледиште да вредности постоје независно од ума. То значи да објективне чињенице одређују шта има вредност, без обзира на субјективна веровања и преференције. Према овом гледишту, евалуативни исказ „Тај чин је лош” је објективно истинит или неистинит као и емпиријски исказ „Тај чин изазива невољу”.
Реалисти често анализирају вредности као својства вредних ствари. На пример, тврдња да је доброта добра потврђује да доброта поседује својство доброте. Реалисти вредности се не слажу око тога који је тип својства у питању. Натуралисти кажу да је вредност природно својство. Природна својства, попут величине и облика, могу се спознати путем емпиријског посматрања и проучавају их природне науке. Ненатуралисти одбацују ово гледиште, али се слажу да су вредности стварне. Они кажу да се вредности значајно разликују од емпиријских својстава и припадају другом домену стварности. Према једном гледишту, оне се спознају путем рационалне или емоционалне интуиције, а не емпиријског посматрања.
Друго неслагање међу реалистима је о томе да ли је ентитет који носи вредност конкретан појединац или стање ствари. На пример, име „Бил” се односи на појединца, док се реченица „Бил је задовољан” односи на стање ствари, које комбинује појединца „Била” са својством „задовољан”. Неки теоретичари вредности сматрају да је вредност директно својство Била, док други тврде да је то својство стања ствари да је Бил задовољан. Ова дистинкција утиче на различите спорове у теорији вредности. У неким случајевима, вредност је суштинска према једном гледишту, а екстринзична према другом. Реализам вредности је у супротности са антиреализмом, који долази у различитим облицима. У својој најјачој верзији, антиреализам одбацује постојање вредности у било ком облику, тврдећи да су вредносни искази бесмислени. Постоје различита средња гледишта између ове позиције и реализма. Неки антиреалисти прихватају да вредносни искази имају значење, али поричу да имају истинитосну вредност, што је позиција позната као некогнитивизам. На пример, емотивисти кажу да вредносни искази изражавају емоционалне ставове, слично као што узвици попут „Јеј!” или „Бу!” изражавају емоције, а не наводе чињенице.
Когнитивисти тврде да вредносни искази имају истинитосну вредност, што значи да су реченице попут „знање је суштински добро” или истините или неистините. Следећи ово гледиште, теоретичари грешке бране антиреализам тврдећи да су сви вредносни искази неистинити јер не постоје вредности. Друго гледиште прихвата постојање вредности, али пориче да су оне независне од ума. Према овом гледишту, ментална стања појединаца одређују да ли неки објекат има вредност, на пример, зато што га појединци желе. Слично гледиште бране егзистенцијалисти попут Жан-Пола Сартра, који је тврдио да су вредности људске творевине које свету дају смисао. Субјективистичке теорије кажу да су вредности релативне у односу на сваки субјект, док објективнији погледи сматрају да вредности зависе од ума уопште, а не од индивидуалног ума.
Другачија позиција прихвата да су вредности независне од ума, али сматра да су оне сводљиве на друге чињенице, што значи да нису темељни део стварности. Један облик редукционизма тврди да је ствар добра ако је прикладно фаворизовати ту ствар, без обзира на то да ли је људи заиста фаворизују, позиција позната као теорија вредности прикладног става. Блиско повезано редуктивно гледиште, рачун пребацивања терета (buck-passing account), тврди да је ствар вредна ако људи имају разлоге да се према тој ствари понашају на одређене начине. Ови разлози потичу из других карактеристика вредне ствари. Према неким гледиштима, редукционизам је облик реализма, али најјачи облик реализма каже да је вредност темељни део стварности и не може се свести на друге аспекте.

### Извори вредности
Предложене су различите теорије о изворима вредности. Оне имају за циљ да разјасне које врсте ствари су суштински добре. Историјски утицајна теорија хедонизма тврди да је начин на који се људи осећају једини извор вредности. Тачније, она каже да је задовољство једино суштинско добро, а бол једино суштинско зло. Према овом гледишту, све остало има само инструменталну вредност у мери у којој води до задовољства или бола, укључујући знање, здравље и правду. Хедонисти обично схватају термин задовољство у ширем смислу који обухвата све врсте угодних искустава, укључујући телесна задовољства хране и секса, као и интелектуалнија или апстрактнија задовољства, попут радости читања књиге или среће због унапређења пријатеља. Угодна искуства долазе у степенима, а хедонисти обично повезују њихов интензитет и трајање са величином вредности коју имају. Многи хедонисти идентификују задовољство и бол као симетричне супротности, што значи да вредност задовољства уравнотежује невредност бола ако имају исти интензитет. Међутим, неки хедонисти одбацују ову симетрију и дају већу тежину избегавању бола него доживљавању задовољства. Иако је широко прихваћено да је задовољство вредно, хедонистичка тврдња да је оно једини извор вредности је контроверзна. Велфаризам, блиско повезана теорија, схвата благостање као једини извор вредности. Благостање је оно што је на крају добро за особу, што може укључивати и друге аспекте осим задовољства, као што су здравље, лични развој, значајни међуљудски односи и осећај сврхе у животу.
Теорије жеље нуде нешто другачији приступ, тврдећи да је задовољење жеље једини извор вредности. Ова теорија се преклапа са хедонизмом јер многи људи желе задовољство и зато што је задовољење жеље често праћено задовољством. Ипак, постоје важне разлике: људи желе и разне друге ствари, попут знања, постигнућа и поштовања; додатно, задовољење жеље не мора увек резултирати задовољством. Неки теоретичари жеље сматрају да је вредност својство самог задовољења жеље, док други кажу да је то својство објеката који задовољавају жељу. Једна дебата у теорији жеље тиче се тога да ли је свака жеља извор вредности. На пример, ако особа има лажно веровање да је новац чини срећном, упитно је да ли је задовољење њене жеље за новцем извор вредности. Да би се ово размотрило, неки теоретичари жеље кажу да жеља може пружити вредност само ако би је потпуно информисана и рационална особа имала, чиме се искључују погрешне жеље из извора вредности.
Перфекционизам идентификује остварење људске природе и култивацију карактеристичних људских способности као извор суштинске доброте. Он покрива капацитете и црте карактера које припадају телесним, емоционалним, вољним, когнитивним, социјалним, уметничким и верским пољима. Перфекционисти се не слажу око тога које су људске изврсности најважније. Многи су плуралистички у препознавању разноврсног низа људских изврсности, као што су знање, креативност, здравље, лепота, слободно деловање и моралне врлине попут доброчинства и храбрости. Према једном предлогу, постоје две главне области људских добара: теоријске способности одговорне за разумевање света и практичне способности одговорне за интеракцију са њим. Неки перфекционисти дају идеалну карактеризацију људске природе као циља људског процвата, сматрајући да су људске изврсности они аспекти који промовишу остварење овог циља. Ово гледиште је илустровано у фокусу Аристотела на рационалност као природу и идеално стање људских бића. Нехуманистичке верзије проширују перфекционизам на природни свет уопште, тврдећи да изврсност као извор суштинске вредности није ограничена на људско царство.

### Монизам и плурализам
Монистичке теорије вредности тврде да постоји само један извор суштинске вредности. Оне се слажу да различите ствари имају вредност, али тврде да све темељно добре ствари припадају истом типу. На пример, хедонисти сматрају да ништа осим задовољства нема суштинску вредност, док теоретичари жеље тврде да је задовољење жеље једини извор темељне доброте. Плуралисти одбацују ово гледиште, тврдећи да је једноставан систем једне вредности превише груб да би обухватио сложеност сфере вредности. Они кажу да различити извори вредности постоје независно један од другог, при чему сваки доприноси укупној вредности света. Једна мотивација за плурализам вредности јесте запажање да људи вреднују различите типове ствари, укључујући срећу, пријатељство, успех и знање. Ова разноликост постаје посебно изражена када се људи суоче са тешким одлукама између конкурентских вредности, као што је избор између пријатељства и успеха у каријери. У таквим случајевима, плуралисти вредности могу тврдити да различите ставке имају различите типове вредности. Пошто монисти прихватају само један извор суштинске вредности, они могу пружити другачије објашњење предлажући да неке од вредних ставки имају само инструменталну вредност, али им недостаје суштинска вредност.
Плуралисти су предложили различите приказе о томе како њихово гледиште утиче на практичне одлуке. Рационалне одлуке се често ослањају на поређења вредности како би се одредило који ток акције треба следити. Неки плуралисти расправљају о хијерархији вредности која одражава релативну важност и тежину различитих типова вредности како би помогли људима да промовишу више вредности када се суоче са тешким изборима. На пример, филозоф Макс Шелер рангира вредности на основу тога колико су трајне и испуњавајуће на нивое задовољства, корисности, виталности, културе и светости. Он тврди да људи не би требало да промовишу ниже вредности, попут задовољства, ако то иде на уштрб виших вредности.
Радикални плуралисти одбацују овај приступ, стављајући већи нагласак на разноликост тврдећи да различити типови вредности нису упоредиви једни са другима. То значи да је сваки тип вредности јединствен, што онемогућава одређивање који је супериорнији. Неки теоретичари вредности користе радикални плурализам да би тврдили да су сукоби вредности неизбежни, да добитак једне вредности не може увек надокнадити губитак друге, и да су неке етичке дилеме нерешиве. На пример, филозоф Ајзаја Берлин је применио ову идеју на вредности слободе и једнакости, тврдећи да добитак у једној не може надокнадити губитак у другој. Слично томе, филозоф Џозеф Раз је рекао да је често немогуће упоредити вредности каријерних путева, као када се бира између тога да се постане адвокат или кларинетиста. Термини неупоредивост и несамерљивост се често користе као синоними у овом контексту. Међутим, филозофи попут Рут Ченг их разликују. Према овом гледишту, несамерљивост значи да не постоји заједничка мера за квантификацију вредности различитих типова. Несамерљиве вредности могу бити упоредиве или не. Ако јесу, могуће је рећи да је једна вредност боља од друге, али није могуће квантификовати колико је боља.

### Остало
Неколико контроверзи окружује питање како се суштинска вредност целине одређује суштинским вредностима њених делова. Према принципу адитивности, суштинска вредност целине је једноставно збир суштинских вредности њених делова. На пример, ако врла особа постане срећна, онда се суштинска вредност среће једноставно додаје суштинској вредности врлине, чиме се повећава укупна вредност.
Предложени су различити контрапримери принципу адитивности, сугеришући да је однос између делова и целине сложенији. На пример, Имануел Кант је тврдио да ако зла особа постане срећна, та срећа, иако добра сама по себи, не повећава укупну вредност. Напротив, она чини ствари горима, према Канту, јер злурадост не би требало да буде награђена срећом. Ова ситуација је позната као органско јединство—целина чија се суштинска вредност разликује од збира суштинских вредности њених делова. Друга перспектива, названа холизам о вредности, тврди да суштинска вредност неке ствари зависи од њеног контекста. Холисти могу тврдити да срећа има позитивну суштинску вредност у контексту врлине и негативну суштинску вредност у контексту порока. Атомисти одбацују ово гледиште, говорећи да је суштинска вредност независна од контекста.
Теорије агрегације вредности пружају конкретне принципе за израчунавање укупне вредности исхода на основу тога колико је сваки појединац позитивно или негативно погођен њиме. На пример, ако влада примени нову политику која на неке људе утиче позитивно, а на друге негативно, теорије агрегације вредности се могу користити да се утврди да ли је укупна вредност политике позитивна или негативна. Аксиолошки утилитаризам прихвата принцип адитивности, говорећи да је укупна вредност једноставно збир свих појединачних вредности. Аксиолошки егалитаристи нису заинтересовани само за укупан збир вредности, већ и за то како су вредности распоређене. Они тврде да је исход са уравнотеженом расподелом предности бољи од исхода где неки имају велике користи, док други имају мале, чак и ако два исхода имају исти укупан збир. Аксиолошки приоритетаристи су посебно забринути за добробит појединаца који су у лошијем положају. Они кажу да пружање предности људима у невољи има већу вредност него пружање истих предности другима.
Друга дебата се бави смислом живота, истражујући да ли живот или постојање као целина има виши смисао или сврху. Натуралистичка гледишта тврде да се смисао живота налази у физичком свету, било као објективне вредности које су истините за све, или као субјективне вредности које варирају у складу са индивидуалним преференцијама. Предложена поља где људи проналазе смисао укључују испољавање слободе, посвећивање неком циљу, практиковање алтруизма, упуштање у позитивне друштвене односе или тежњу ка личној срећи. Супернатуралисти, насупрот томе, предлажу да смисао лежи изван природног света. На пример, разне религије уче да је Бог створио свет са вишом сврхом, прожимајући постојање смислом. Сродно гледиште тврди да бесмртне душе служе као извори смисла тако што су повезане са трансцендентном стварношћу и духовно се развијају. Егзистенцијални нихилисти одбацују и натуралистичка и супернатуралистичка објашњења тврдећи да не постоји виша сврха. Они сугеришу да је живот бесмислен, са последицом да не постоји виши разлог за наставак живота и да су сви напори, достигнућа, срећа и патња на крају бесмислени.
Формална аксиологија је теорија вредности коју је првобитно развио филозоф Роберт С. Хартман. Овај приступ третира аксиологију као формалну науку, сличну логици и математици. Користи аксиоме да би дао апстрактну дефиницију вредности, схватајући је не као својство ствари, већ као својство концепата. Вредност мери у којој мери ентитет испуњава свој концепт. На пример, добар аутомобил има све пожељне квалитете аутомобила, као што су поуздан мотор и ефикасне кочнице, док лошем аутомобилу многи недостају. Формална аксиологија разликује три основна типа вредности: суштинске вредности се односе на људе; екстринзичне вредности се односе на ствари, радње и друштвене улоге; системске вредности се односе на концептуалне конструкције. Формална аксиологија испитује како ови типови вредности формирају хијерархију и како се могу мерити.

## Методе
Теоретичари вредности користе различите методе за спровођење својих истраживања, оправдавање теорија и мерење вредности. Интуиционисти се ослањају на интуиције да би проценили евалуативне тврдње. У овом контексту, интуиција је непосредно схватање или разумевање самоочигледне тврдње, што значи да се њена истинитост може проценити без закључивања из другог запажања. Теоретичари вредности се често ослањају на мисаоне експерименте да би стекли овај тип разумевања. Мисаони експерименти су замишљени сценарији који илуструју филозофске проблеме. Филозофи користе контрачињенично размишљање да би проценили могуће последице и стекли увид у темељне проблеме. На пример, филозоф Роберт Нозик замишља машину за искуство која може виртуелно симулирати идеалан живот. На основу своје тврдње да људи не би желели да проведу остатак живота у овој пријатној симулацији, Нозик се противи хедонистичкој тврдњи да је задовољство једини извор суштинске вредности. Према њему, мисаони експеримент показује да се вредност аутентичне везе са стварношћу не може свести на задовољство.
Феноменолози пружају детаљан опис искуства вредности из првог лица. Они пажљиво испитују емоционална искуства, од жеље, интересовања и преференција до осећања у облику љубави и мржње. Међутим, они не ограничавају своје истраживање на ове феномене, тврдећи да вредности прожимају искуство у целини. Кључни аспект феноменолошке методе је суспендовање унапред створених идеја и судова како би се разумела суштина искустава онако како се она представљају свести.
Анализа концепата и обичног језика је још једна метода истраживања. Испитивањем термина и реченица које се користе за говор о вредностима, теоретичари вредности имају за циљ да разјасне њихова значења, открију кључне дистинкције и формулишу аргументе за и против аксиолошких теорија. На пример, истакнути спор између натуралиста и ненатуралиста зависи од концептуалне анализе термина добро, посебно да ли се његово значење може анализирати путем природних термина, попут задовољство.
У друштвеним наукама, теоретичари вредности се суочавају са изазовом мерења евалуативног погледа појединаца и група. Конкретно, они имају за циљ да одреде личне хијерархије вредности, на пример, да ли особа даје већу тежину истини него моралној доброти или лепоти. Они разликују директне и индиректне методе мерења. Директне методе укључују постављање директних питања људима о томе које ствари вреднују и које приоритете вредности имају. Овај приступ претпоставља да су људи свесни свог евалуативног погледа и способни да га тачно артикулишу. Индиректне методе не деле ову претпоставку, тврдећи уместо тога да вредности воде понашање и изборе на несвесном нивоу. Сходно томе, оне посматрају како људи одлучују и делују, тражећи да закључе о темељним вредносним ставовима одговорним за избор једног тока акције уместо другог.
Различити каталози или скале вредности су предложени у психологији и сродним друштвеним наукама за мерење приоритета вредности. Рокичева скала вредности разматра укупно 36 вредности подељених у две групе: инструменталне вредности, попут искрености и способности, које служе као средства за промовисање терминалних вредности, као што су слобода и породична сигурност. Она тражи од учесника да рангирају вредности на основу њиховог утицаја на животе учесника, са циљем да се разуме релативна важност која се приписује свакој од њих. Шварцова теорија основних људских вредности је модификација Рокичеве скале вредности која има за циљ да пружи више међукултурну и универзалну процену. Она распоређује вредности на кружни начин како би одразила да су суседне вредности компатибилне једна са другом, као што су отвореност за промене и самопобољшање, док вредности на супротним странама могу бити у сукобу једна са другом, као што су отвореност за промене и конзервација.

## У различитим областима

### Етика
Етика и теорија вредности су преклапајућа поља истраживања. Етика проучава моралне феномене, фокусирајући се на то како би људи требало да делују или које су понашање морално исправне. Теорија вредности истражује природу, изворе и типове вредности уопште. Неки филозофи схватају теорију вредности као поддисциплину етике. Ово се заснива на идеји да оно што би људи требало да раде је под утицајем разматрања вредности, али није нужно ограничено на њих. Друго гледиште види етику као поддисциплину теорије вредности. Овај поглед следи идеју да се етика бави моралним вредностима које утичу на оно што људи могу контролисати, док теорија вредности испитује шири спектар вредности, укључујући и оне изван било чије контроле. Неке перспективе супротстављају етику и теорију вредности, тврдећи да су нормативни концепти које испитује етика различити од евалуативних концепата које испитује теорија вредности. Аксиолошка етика је поддисциплина етике која испитује природу и улогу вредности из моралне перспективе, са посебним интересовањем за одређивање који су циљеви вредни тежње.
Етичка теорија консеквенцијализма комбинује перспективе етике и теорије вредности, тврдећи да исправност радње зависи од вредности њених последица. Консеквенцијалисти пореде могуће токове акције, говорећи да би људи требало да следе онај који води ка најбољим укупним последицама. Укупне последице радње су укупност њених ефеката, или како она утиче на свет покретањем каузалног ланца догађаја који се иначе не би догодили. Различите верзије консеквенцијализма се ослањају на различите теорије о изворима вредности. Класични утилитаризам, истакнути облик консеквенцијализма, каже да моралне радње производе највећу количину задовољства за највећи број људи. Он комбинује консеквенцијалистички поглед на исправну акцију са хедонистичким погледом на задовољство као једини извор суштинске вредности.

### Економија
Економија је друштвена наука која проучава како се роба и услуге производе, дистрибуирају и троше, како из перспективе појединачних агената, тако и из перспективе друштвених система. Економисти виде евалуације као покретачку снагу која лежи у основи економске активности. Они користе појам економске вредности и сродне евалуативне концепте да би разумели процесе доношења одлука, алокацију ресурса и утицај политика. Економска вредност или корист робе је предност коју она пружа економском агенту, често мерена у терминима онога што су људи спремни да плате за њу.
Економске теорије вредности су оквири за објашњење како економска вредност настаје и који фактори на њу утичу. Истакнути оквири укључују класичну радну теорију вредности и неокласичну маргиналну теорију вредности. Радна теорија, коју су првобитно развили економисти Адам Смит и Давид Рикардо, разликује употребну вредност — корисност или задовољство које роба пружа — и разменску вредност — пропорцију по којој се једна роба може разменити за другу. Она се фокусира на разменску вредност, за коју каже да је одређена количином рада потребном за производњу робе. У свом најједноставнијем облику, она директно повезује разменску вредност са радним временом. На пример, ако је време потребно за лов на јелена двоструко дуже од времена потребног за лов на дабра, онда један јелен вреди два дабра. Филозоф Карл Маркс је проширио радну теорију вредности на различите начине. Он је увео концепт вишка вредности, који превазилази уложено време и ресурсе да би објаснио како капиталисти могу профитирати од рада својих запослених. Маргинална теорија вредности се фокусира на потрошњу, а не на производњу. Она каже да је корисност робе извор њене вредности. Конкретно, она је заинтересована за маргиналну корисност, додатно задовољство добијено конзумирањем још једне јединице робе. Маргинална корисност се често смањује ако је већ конзумирано много јединица, што доводи до смањења разменске вредности роба које су обилно доступне. И радна теорија и маргинална теорија су касније оспорене Срафијанском теоријом вредности, која разматра различите облике трошкова производње, укључујући, али не ограничавајући се на количину рада.

### Социологија
Социологија проучава друштвено понашање, односе, институције и друштво у целини. У својим анализама и објашњењима ових феномена, неки социолози користе концепт вредности да би разумели питања као што су друштвена кохезија и сукоб, норме и праксе које људи следе, и колективно деловање. Они обично схватају вредности као субјективне ставове које поседују појединци и који се деле у друштвеним групама. Према овом гледишту, вредности су веровања или приоритети о циљевима вредним тежње који воде људе да делују на одређене начине. На пример, друштва која вреднују образовање могу улагати значајне ресурсе да би обезбедила висококвалитетно школовање. Ова субјективна концепција вредности као аспеката појединаца и друштвених група је у супротности са објективним концепцијама вредности које су истакнутије у економији, које схватају вредности као аспекте роба.
Заједничке вредности могу помоћи у уједињавању људи у тежњи ка заједничком циљу, подстичући друштвену кохезију. Разлике у вредностима, насупрот томе, могу поделити људе у антагонистичке групе које промовишу сукобљене пројекте. Неки социолози користе истраживање вредности да би предвидели како ће се људи понашати. С обзиром на запажање да неко вреднује животну средину, они могу закључити да је вероватније да ће та особа рециклирати или подржати про-еколошко законодавство. Један приступ овом типу истраживања користи скале вредности, као што су Рокичева скала вредности и Шварцова теорија основних људских вредности, за мерење вредносног погледа појединаца и група.

### Антропологија
Антропологија такође проучава људско понашање и друштва, али се не ограничава на савремене друштвене структуре, проширујући свој фокус на човечанство у прошлости и садашњости. Слично социолозима, многи антрополози схватају вредности као друштвене представе циљева вредних тежње. За њих су вредности уграђене у менталне структуре повезане са културом и идеологијом о томе шта је пожељно. Нешто другачији приступ у антропологији фокусира се на практичну страну вредности, тврдећи да се вредности стално стварају кроз људску активност.
Антрополошки теоретичари вредности користе вредности за поређење култура. Оне се могу користити за испитивање сличности као универзалних брига присутних у сваком друштву. На пример, антрополог Клајд Клакхон и социолог Фред Стродбек предложили су скуп вредносних оријентација које се налазе у свакој култури. Ове оријентације су усредсређене на теме људске природе, људске активности, друштвене организације, односа према природи и фокуса на прошлост, садашњост или будућност. Вредности се такође могу користити за анализу разлика између култура и промена вредности унутар једне културе. Антрополог Луј Димон је следио ову идеју, сугеришући да се системи културних значења у различитим друштвима разликују по својим вредносним приоритетима. Он је тврдио да су вредности хијерархијски поређане око скупа најважнијих вредности које надмашују све друге. На пример, Димон је анализирао традиционални индијски кастински систем као културну хијерархију засновану на вредности чистоће, која се протеже од чистих брамана до „недодирљивих” далита.
Контраст између индивидуализма и колективизма је утицајна тема у међукултурном истраживању вредности. Индивидуализам промовише вредности повезане са аутономијом појединаца, као што су самоусмереност, независност и испуњење личних циљева. Колективизам даје приоритет вредностима везаним за групу, као што су сарадња, конформизам и одрицање од личних предности ради колективних користи. Као грубо поједностављење, често се сугерише да је индивидуализам истакнутији у западним културама, док се колективизам чешће примећује у источним културама.

### Психологија
Као проучавање менталних феномена и понашања, психологија се разликује од социологије и антропологије по томе што се више фокусира на перспективу појединаца него на шире друштвене и културне контексте. Психолози имају тенденцију да схватају вредности као апстрактне мотивационе циљеве или опште принципе о томе шта је важно. Из ове перспективе, вредности се разликују од специфичних планова и намера јер су стабилне евалуативне тенденције које нису везане за конкретне ситуације. Различите психолошке теорије вредности успостављају блиску везу између евалуативног погледа појединца и његове личности. Рана теорија, коју су формулисали психолози Филип Е. Вернон и Гордон Олпорт, схвата личност као скуп аспеката уједињених кохерентним системом вредности. Она разликује шест типова личности који одговарају вредносним сферама теорије, економије, естетике, друштва, политике и религије. На пример, људи са теоријским личностима придају посебан значај вредности знања и откривању истине. Под утицајем Вернона и Олпорта, психолог Милтон Рокич је концептуализовао вредности као трајна веровања о томе који су циљеви и понашање пожељни. Он је поделио вредности у категорије инструменталних и терминалних вредности. Сматрао је да централни аспект личности лежи у томе како људи дају приоритет вредностима унутар сваке категорије. Психолог Шалом Шварц је усавршио овај приступ повезујући вредности са емоцијама и мотивацијом. Истраживао је како рангирање вредности утиче на одлуке у којима су вредности различитих опција у сукобу.

## Историја
Порекло теорије вредности лежи у античком периоду, са раним размишљањима о добром животу и циљевима вредним тежње. Сократ (око 469–399. п. н. е.) је идентификовао највише добро као праву комбинацију знања, задовољства и врлине, сматрајући да је активно истраживање повезано са задовољством, док знање о Добру води ка врлинском деловању. Платон (око 428–347. п. н. е.)  је замислио Добро као универзалну и непроменљиву идеју. То је највиша форма у његовој теорији форми, која делује као извор свих других форми и темељ стварности и знања. Аристотел (384–322. п. н. е.) је видео еудаимонију као највише добро и коначни циљ људског живота. Он је схватао еудаимонију као облик среће или процвата који се постиже кроз вежбање врлина у складу са разумом, што води ка пуној реализацији људског потенцијала. Епикур (око 341–271. п. н. е.) је предложио нијансирани егоистични хедонизам, тврдећи да је лично задовољство највеће добро, док је препоручивао умереност како би се избегли негативни ефекти претераних жеља и анксиозности о будућности. Према стоицима, врлински живот који следи природу и разум је највише добро. Они су сматрали да самосавладавање и рационалност воде ка пријатној равнодушности независној од спољних околности. Под утицајем Платона, Плотин (око 204/5–270 н. е.) је сматрао да је Добро коначни принцип стварности из којег све произилази. За њега, зло није посебан супротстављени принцип, већ само недостатак или одсуство бића које је резултат недостајуће везе са Добром.
У античкој индијској филозофији, идеја да су људи заробљени у циклусу поновних рођења настала је око 600. године п. н. е. Многе традиције су је усвојиле, тврдећи да је ослобођење из овог циклуса највише добро. Хиндуистичка филозофија разликује четири основне вредности: дужност, економско богатство, чулно задовољство и ослобођење. Многе хиндуистичке школе мишљења дају приоритет вредности ослобођења. Сличан поглед се налази у античкој будистичкој филозофији, која почиње између шестог и петог века п. н. е., где се престанак патње кроз постизање нирване сматра коначним циљем. У античкој Кини, Конфучије (око 551–479. п. н. е.)  је истраживао улогу самокултивације у вођењу врлинског живота, сматрајући општу добронамерност према човечанству највишом врлином. Упоређујући највишу врлину са водом, Лаози (6. век п. н. е.) је наглашавао важност живљења у хармонији са природним поретком универзума.
Верска учења су утицала на теорију вредности у средњовековном периоду. Рани хришћански мислиоци, као што је Августин Хипонски (354–430 н. е.), прилагодили су теорије Платона и Плотина у верски оквир. Они су идентификовали Бога као коначни извор постојања и доброте, видећи зло као пуки недостатак или лишавање добра. Ослањајући се на аристотелизам, хришћански филозоф Тома Аквински (1224–1274 н. е.) је рекао да је заједница са божанским, постигнута кроз блажену визију Бога, највиши циљ људи. У арапско-персијској филозофији, Авицена (980–1037 н. е.) је сматрао интелект највишом људском способношћу. Он је мислио да контемплативни живот припрема људе за највеће добро, које се постиже тек у загробном животу када су људи ослобођени телесних ометања. У кинеској мисли, рани неоконфучијански филозоф Хан Ју (768–824 н. е.) је идентификовао мудраца као идеалног узора који, кроз самокултивацију, постиже лични интегритет изражен у хармонији између теорије и акције у свакодневном животу.
У раном модерном периоду, Томас Хобс (1588–1679) је схватао вредности као субјективне феномене који зависе од интереса особе и испитивао је узајамне интересе и користи као кључни принцип политичких одлука. Дејвид Хјум (1711–1776) се сложио са Хобсовим субјективизмом, истражујући како се вредности разликују од објективних чињеница. Имануел Кант (1724–1804) је тврдио да је највише добро срећа сразмерна моралној врлини. Он је нагласио примат врлине поштовањем моралног закона и инхерентне вредности људи, додајући да је морална врлина идеално, али не увек, праћена личном срећом. Џереми Бентам (1748–1832) и Џон Стјуарт Мил (1806–1873) су формулисали класични утилитаризам, комбинујући хедонистичку теорију о вредности са консеквенцијалистичком теоријом о исправном деловању. Херман Лоце (1817–1881) је развио филозофију вредности, сматрајући да вредности чине свет смисленим као уређену целину усредсређену око доброте. Под утицајем Лоцеа, неокантијански филозоф Вилхелм Винделбанд (1848–1915) је схватао филозофију као теорију вредности, тврдећи да универзалне вредности одређују принципе које сви субјекти треба да следе, укључујући норме знања и деловања. Фридрих Ниче (1844–1900) је сматрао да су вредности људске творевине. Он је критиковао традиционалне вредности уопште, а посебно хришћанске вредности, позивајући на превредновање свих вредности усредсређено на афирмацију живота, моћ и изврсност.
Почетком 20. века, прагматиста филозоф Џон Дјуи (1859–1952) је бранио аксиолошки натурализам. Он је разликовао вредности од вредносних судова, додајући да се вештина исправне процене вредности мора научити кроз искуство. Џ. Е. Мур (1873–1958) је развио и усавршио различите аксиолошке концепте, као што су органско јединство и контраст између суштинске и екстринзичне вредности. Он је бранио ненатурализам о природи вредности и интуиционизам о знању о вредностима. В. Д. Рос (1877–1971) је прихватио и даље разрадио Муров интуиционизам, користећи га за формулисање аксиолошког плурализма. Р. Б. Пери (1876–1957) и Д. В. Прал (1886–1940) су артикулисали систематске теорије вредности засноване на идеји да вредности потичу из афективних стања као што су интерес и допадање. Роберт С. Хартман (1910–1973) је развио формалну аксиологију, тврдећи да вредности мере ниво до којег ствар отелотворује свој идеални концепт. А. Џ. Ејер (1910–1989) је предложио антиреализам о вредностима, тврдећи да вредносни искази само изражавају одобравање или неодобравање говорника. Другачији тип антиреализма, који је увео Џ. Л. Меки (1917–1981), сугерише да су све тврдње о вредности неистините јер не постоје вредности. Г. Х. фон Вригт (1916–2003) је пружио концептуалну анализу термина добар разликујући различите смислове или варијанте доброте, као што су техничка доброта доброг возача и хедонистичка доброта доброг оброка.
У континенталној филозофији, Франц Брентано (1838–1917) је формулисао рану верзију теорије вредности прикладног става, тврдећи да је ствар добра ако је прикладно имати позитиван став према њој, као што је љубав. Током 1890-их, његови студенти Алексијус Мајнонг (1853–1920) и Кристијан фон Еренфелс (1859–1932) су зачели идеју опште теорије вредности. Едмунд Хусерл (1859–1938), други Брентанов студент, развио је феноменологију и применио овај приступ на проучавање вредности. Следећи Хусерлов приступ, Макс Шелер (1874–1928) и Николај Хартман (1882–1950) су предложили свеобухватне системе аксиолошке етике. Тврдећи да вредности имају објективну стварност, они су истраживали како различити типови вредности формирају хијерархију и испитивали проблеме сукоба вредности и исправних одлука из ове хијерархијске перспективе. Мартин Хајдегер (1889–1976) је критиковао теорију вредности, тврдећи да она почива на погрешној метафизичкој перспективи схватајући вредности као аспекте ствари. Егзистенцијалистички филозоф Жан-Пол Сартр (1905–1980) је сугерисао да вредности не постоје саме по себи већ се активно стварају, наглашавајући улогу људске слободе, одговорности и аутентичности у том процесу.